# Hagebau
Hagebau Handelsgesellschaft für Baustoffe mbH & Co. KG er en tysk virksomhed, der handler med byggematerialer. Virksomheden udgør organisationen for ca. 350 byggemarkedsvirksomheder og byggematerialegrossister. De har ca. 1.500 afdelinger i Tyskland, Østrig, Schweiz, Luxemburg, Frankrig, Belgien og Spanien. Hagebau har hovedkvarter i Soltau, Niedersachsen. I blandt de tyske byggemarkedskæder er Werkers Welt og hagebau kompakt.
Virksomheden har over 1.300 ansatte og en årsomsætning på 7,7 mia. euro (2022)

## Historie
I 1964 blev Hagebau etableret som et indkøbsforbund for 34 Byggemarkeder. Syv år senere var der 100 virksomheder i Hagebau. I 1979 åbnede det første Hagebau-Markt. I dag er der ca. 350 virksomheder i indkøbssamarbejdet.